# Red Sandra
Red Sandra is een Belgisch-Nederlandse film uit 2021, geregisseerd door Jan Verheyen en Lien Willaert.

## Verhaal
De film is gebaseerd op een waargebeurd verhaal van de familie Massart die er in 2008 in slaagden om via allerlei acties een miljoen euro in te zamelen voor hun dochter Sandra, die aan de zeldzame stofwisselingsziekte MLD leed.
William (Sven de Ridder) en Olga (Darya Gantura) krijgen onverwachts de diagnose dat hun enige dochtertje Sandra lijdt aan een zeldzame stofwisselingsziekte, genaamd MLD. Wanneer ze vernemen dat hun dochter nog maar een jaar te leven heeft, stort hun wereld in. William weigert echter de hoop op te geven en begint een felle strijd tegen de farmaceutische industrie.

## Rolverdeling
| Acteur            | Personage           |
| ----------------- | ------------------- |
| Sven de Ridder    | William Massart     |
| Darya Gantura     | Olga Massart        |
| Rosalie Charles   | Sandra Massart      |
| Viviane De Muynck | Oma                 |
| Elke Van Mello    | dokter Kathy Peters |
| Peter Gorissen    | Fons                |
| Ini Massez        | Pascale             |

## Productie
Jan Verheyen en zijn vrouw Lien Willaert maakten op 1 augustus 2019 de cast bekend van hun nieuwste film Red Sandra. De hoofdrolspelers Sven De Ridder, Darya Gantura en Rosalie Charles waren al eerder bekendgemaakt. De filmopnames startten op 12 augustus 2019 en duurden twee maanden. Er werd gefilmd in België (onder andere kasteel Wissekerke in Kruibeke en Villa Cantaert in Zottegem), in Nederland, Denemarken en Engeland. De film werd voorzien om in het najaar 2021 in de bioscoop uit te komen maar door de coronapandemie was dit pas een jaar later. Op 6 oktober 2020 werd de eerste trailer vijgegeven.

## Release
Red Sandra ging op 17 september 2021 in première op het filmfestival Film by the Sea in Vlissingen. De film kreeg op 2 oktober 2021 zijn Belgische première op het Festival international du film francophone de Namur en kreeg zijn bioscooprelease op 27 oktober 2021. De film werd in september bekroond op het Zweedse Hope International Film Festival met drie prijzen (beste film, beste scenario en beste acteur).

## Prijzen en nominaties
De belangrijkste:
| Jaar | Prijs                            | Categorie                    | Genomineerde(n)             | Uitslag     |
| ---- | -------------------------------- | ---------------------------- | --------------------------- | ----------- |
| 2022 | Ensor                            | Beste ondersteunende filmrol | Viviane De Muynck           | Genomineerd |
| 2021 | Hope International Film Festival | Beste film                   | Jan Verheyen, Lien Willaert | Gewonnen    |
| 2021 | Hope International Film Festival | Beste scenario               | Lien Willaert               | Gewonnen    |
| 2021 | Hope International Film Festival | Beste acteur                 | Sven de Ridder              | Gewonnen    |